# Challuy
Challuy é uma comuna francesa na região administrativa de Borgonha-Franco-Condado, no departamento Nièvre. Estende-se por uma área de 19,03 km². Em 2010 a comuna tinha 1 664 habitantes (densidade: 87,4 hab./km²).